# ワールドゲームズ2017
ワールドゲームズ2017は、ポーランドのヴロツワフで2017年7月20日から30日にかけて開催された第10回ワールドゲームズである。

## 立候補都市
ワールドゲームズ2017にあたって4都市が立候補した。 書類選考の結果、イタリアのジェノヴァが落選し、次のステップへ進むことが出来なかった。2011年8月に国際ワールドゲームズ協会（IWGA）より書類選考を通過した次の3都市がアナウンスされた。
- ブダペスト
- ケープタウン
- ヴロツワフ

の3都市である。
その後、経済的理由からケープタウンが立候補を取り下げた。2012年1月12日にローザンヌで、IWGAの代表Ron Froehlichから最終結果が発表され、第10回ワールドゲームズはポーランドのヴロツワフで開催されることが発表された。

## 実施競技
正式競技として27競技、公開競技として4競技が実施された。括弧内は種目数。
正式競技
- アーチェリー（7）
- エアースポーツ（3）
- オリエンテーリング（5）
- カヌーポロ（2）
- 空手道（12）
- コーフボール（1）
- 柔術（22）
- 水上スキー（6）
  -  ウェイクボード（2）
- スカッシュ（2）
- スポーツクライミング（6）
- スポールブール（12）
- 相撲（8）
- 体操（20）
- ダンススポーツ（4）
- 綱引（3）
- パワーリフティング（8）
- ビーチハンドボール（2）
- ビリヤード（4）
- フィストボール（1）
- フィンスイミング（14）
- フライングディスク（1）
- フロアボール（1）
- ボウリング（4）
- ムエタイ（11）
- ライフセービング（16）
- ラクロス（1）
- ローラースポーツ（23）

公開競技
- アメリカンフットボール（1）
- インドアローイング（7）
- キックボクシング（12）
- スピードウェイ（1）